# サフランライス
サフランライス（英: Saffron rice）は、サフラン、白米、ブイヨンキューブから作られる料理。サフランライスは様々な国の料理に何らかの形で見られる。

## 概要
白米にサフラン、ブイヨンキューブなどを入れて炊いたライス。
色は少し橙色がかった黄色。これはサフランに含まれる色素成分クロシンの色である。

## 種類
サフランライスはセーシェルの料理である。

### 南アジア
インド、バングラデシュ、パキスタンでは、プレーンなサフランライスがジョハライスやバスマティとサフラン、ブイヨンキューブ、ギー、ローリエで調理される。

### 西アジア
イラン、トルコ、インド、パキスタンでは、ザルダというサフランライスから派生した料理が白米、サフラン、砂糖、バラ水、ローストした松の実、刻んだピスタチオから作られる。同様の他の料理は西アジアの他の地域にも存在する。日本のインド料理店ではカレーの付け合わせとしてナンと選択になる。比較的安価なターメリックライスで代用されることもある。ただし、サフランの色素が水溶性のクロシンなのに対し、ターメリックの色素は油溶性のクルクミンであるので作り方は異なってくる。

## 画像

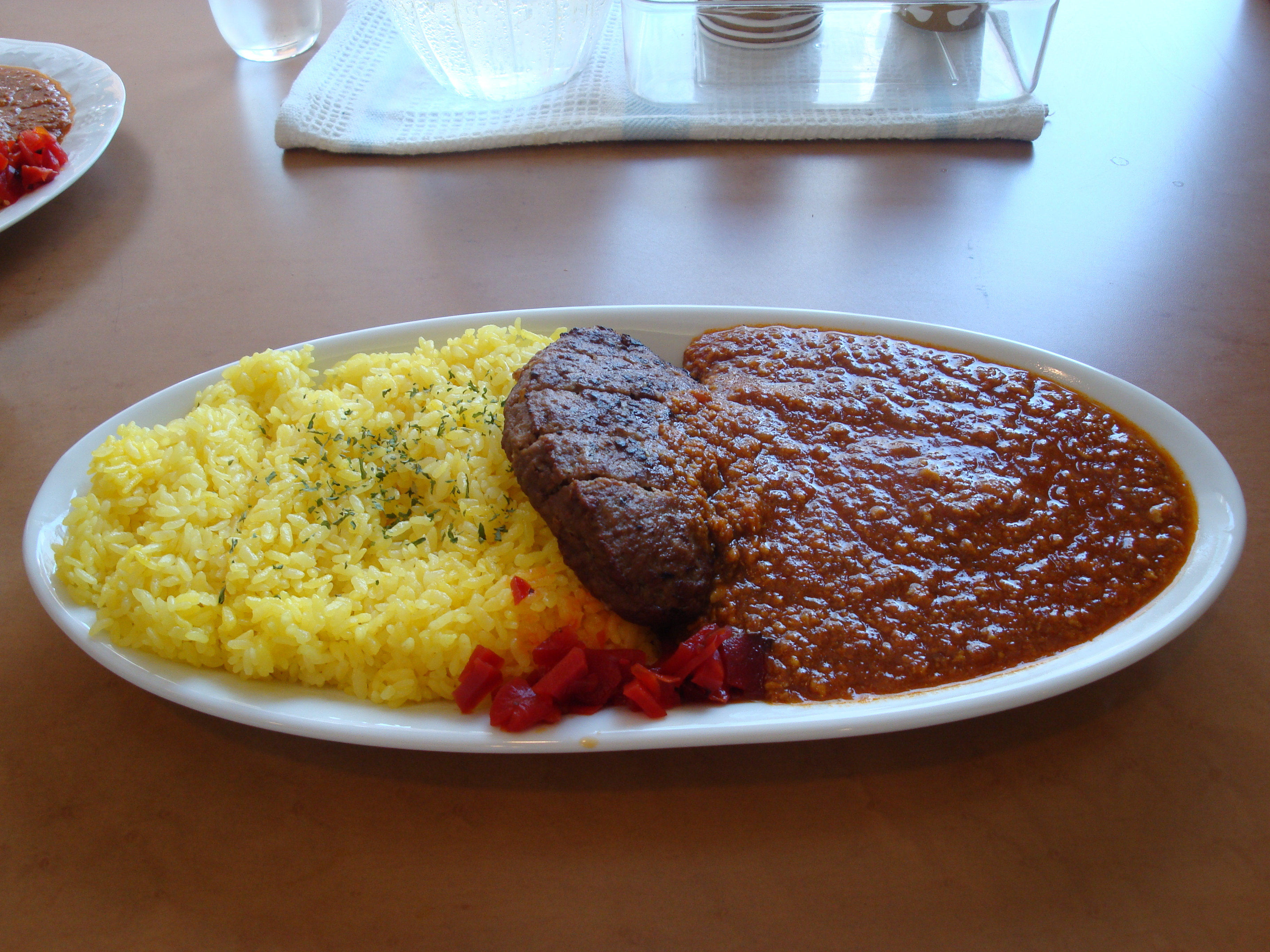
カレーとサフランライス
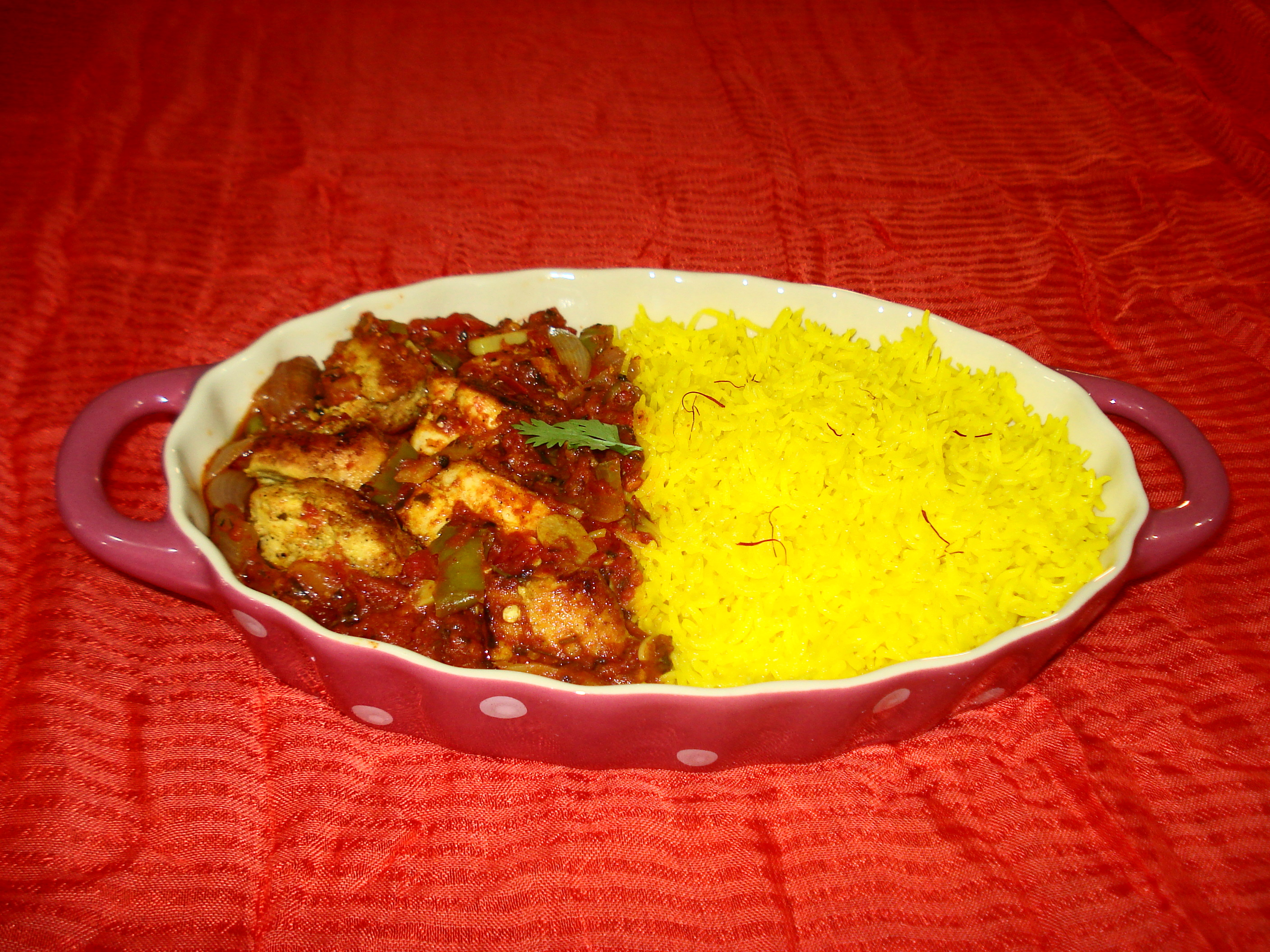
チキンティッカマサラとサフランライス
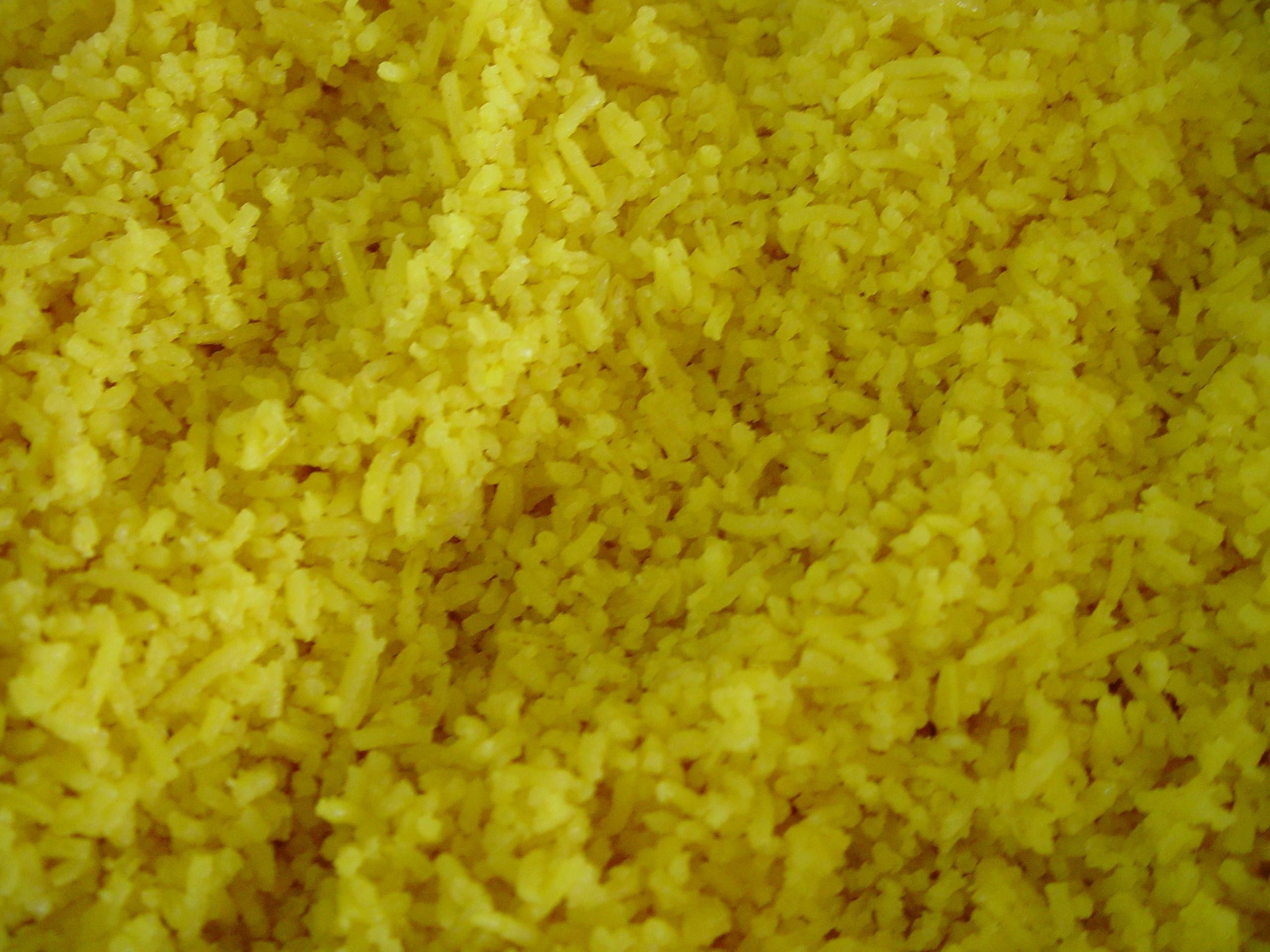
サフランライスの米粒
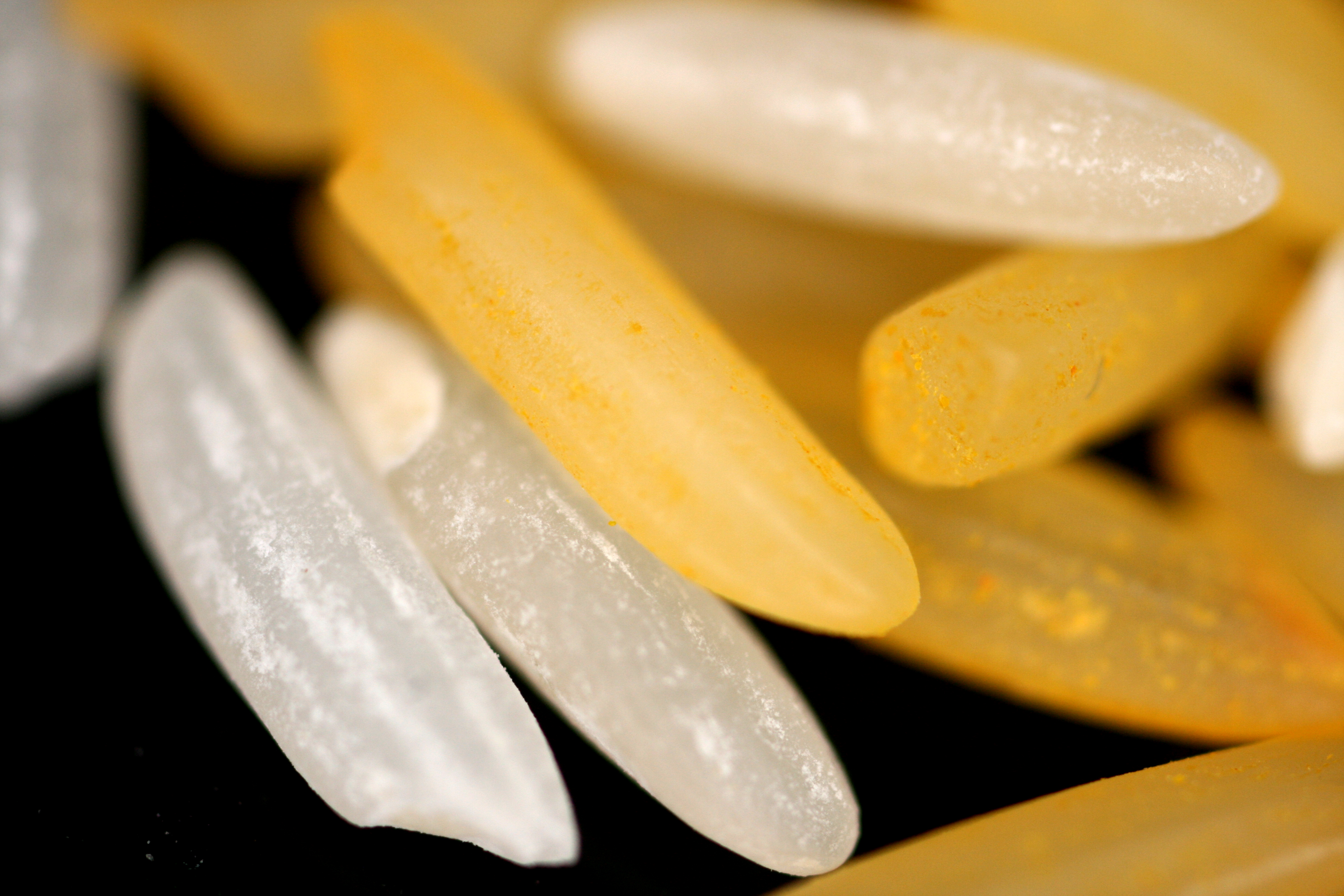
白米とサフランライスの米
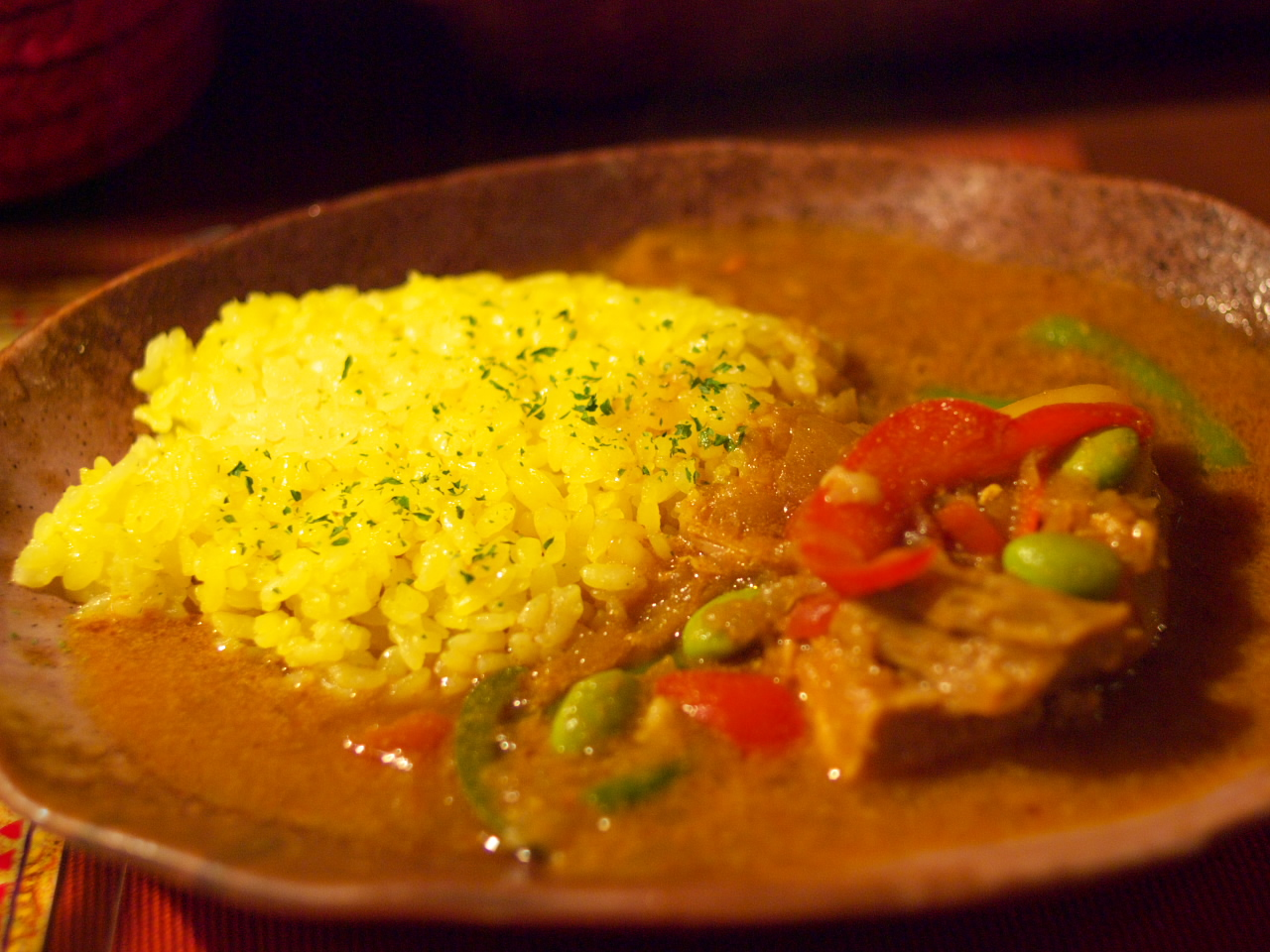
カレーとサフランライス